# Жива вода (альбом)
Жива вода — дебютний студійний альбом української співачки Христини Соловій, презентований 22 вересня 2015 року.

## Про альбом
Альбом складається із 12 пісень, дві з яких написала Христина, інші десять — українські народні в авторській адаптації. Народні пісні виконуються українською мовою та лемківським говором
|                    | Кожна з народних пісень, які увійшли до цього альбому, у певний період була для мене емоційним сплеском. Більшість із них я співала в народному ансамблі «Лемковина», але довго виношувала мрію дати цим пісням нове дихання, аби їх знали і співали молоді люди. |
| — Христина Соловій | |

Запис альбому відбувався в Києві, на студії «ЗвукоЦех». Саунд-продюсерами альбому стали Мілош Єліч та Святослав Вакарчук. На дві композиції («Под облачком» і «Тримай») знято відеокліпи.

## Список композицій
| #     | Назва                 | Автор   | Тривалість |
| ----- | --------------------- | ------- | ---------- |
| 1.    | «Несе Галя воду»      |         | 3:57       |
| 2.    | «Янчик»               |         | 2:41       |
| 3.    | «Тримай»              | Соловій | 3:28       |
| 4.    | «Синя пісня»          | Соловій | 3:18       |
| 5.    | «Горе долом»          |         | 3:58       |
| 6.    | «Сідит пташок»        |         | 3:46       |
| 7.    | «Тиха вода»           |         | 3:21       |
| 8.    | «В темну нічку»       |         | 4:06       |
| 9.    | «Тече вода каламутна» |         | 3:48       |
| 10.   | «Як ішов я»           |         | 3:59       |
| 11.   | «Гамерицкий край»     |         | 3:40       |
| 12.   | «Под облачком»        |         | 3:46       |
| 44:38 |                       |         |            |